# قسم باغستان الريفي (مقاطعة بوانات)
قسم باغستان الريفي (بالإنجليزية: Baghestan Rural District (Fars Province))‏ هي منطقة سكنية تقع في إيران في قسم. يقدر عدد سكانها بـ 4,200 نسمة .